# Heinrich Struth
Heinrich Struth fou un ciclista alemany, especialista en el ciclisme en pista, concretament en la prova de Velocitat. El 1901 va guanyar una medalla Campionat del Món de Velocitat amateur per darrere d'Émile Maitrot i Rudolf Vejtruba.